# اسکای‌ترین (ونکوور)
اسکای‌ترین (انگلیسی: SkyTrain) سیستم قطار شهری در ونکوور بزرگ، کانادا است.
این مترو که در سال ۱۹۸۵ تأسیس شده دارای ۳ خط، ۴۷ ایستگاه و ۶۸٫۶ کیلومتر طول می‌باشد.

## نگارخانه

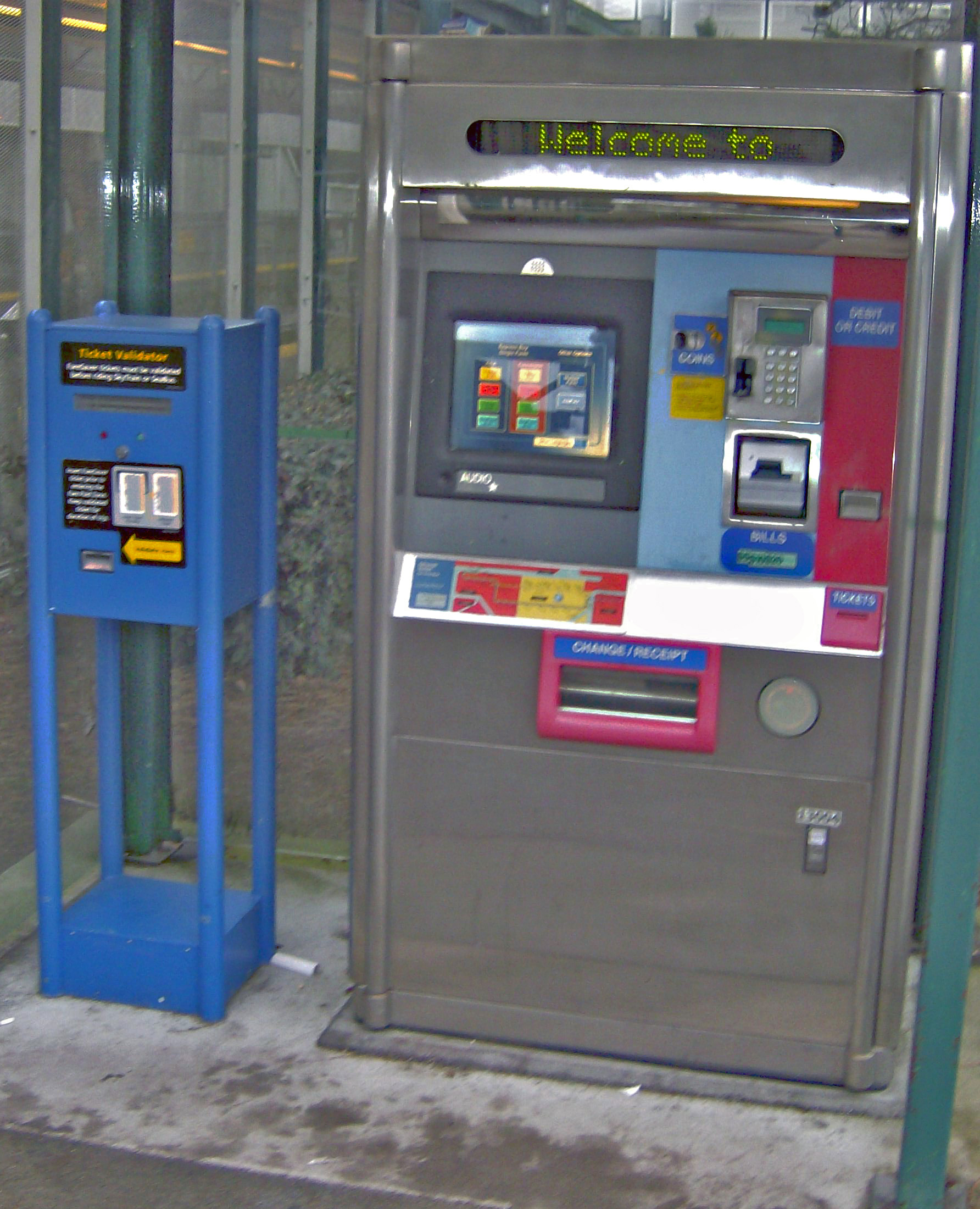
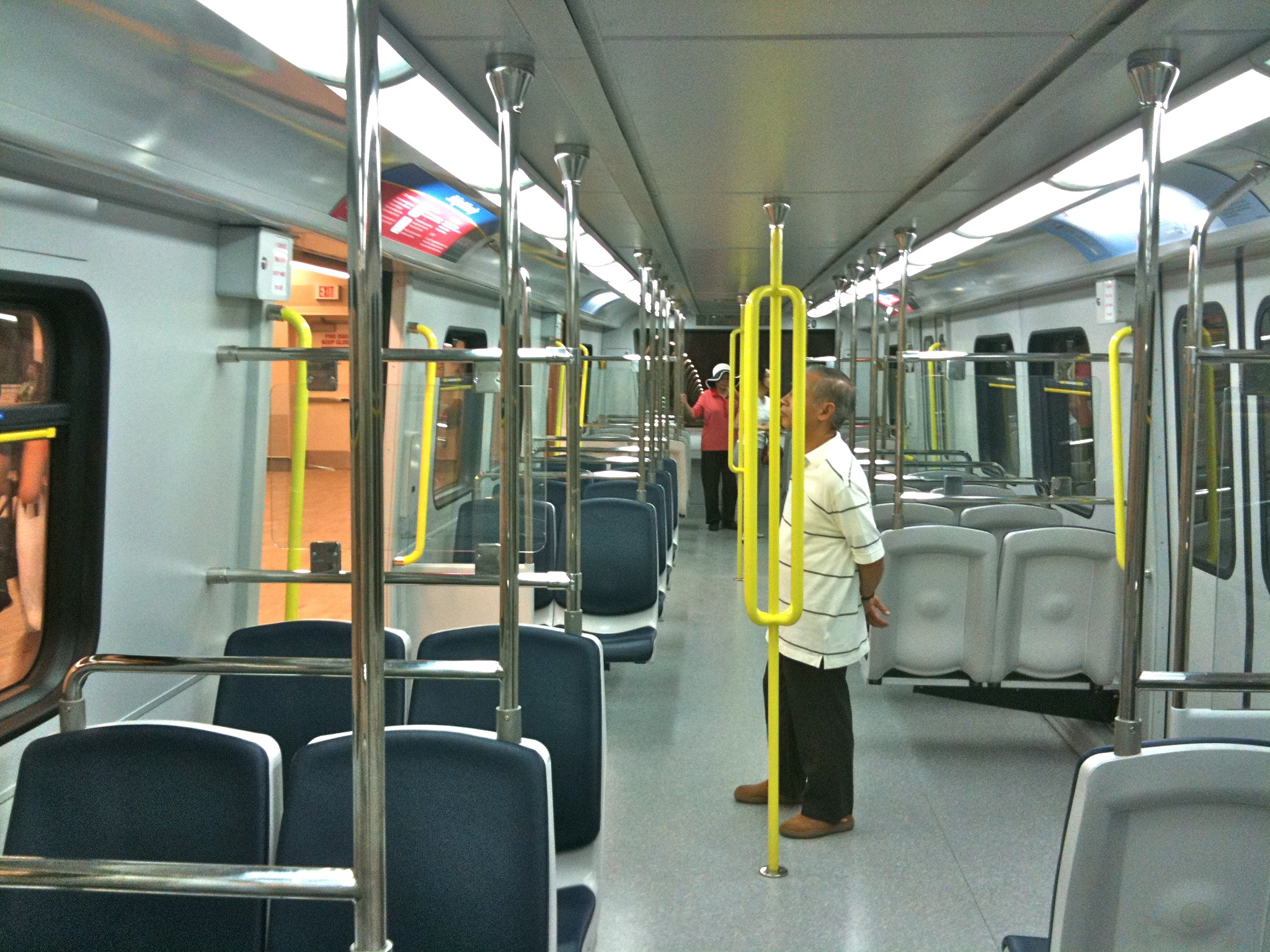
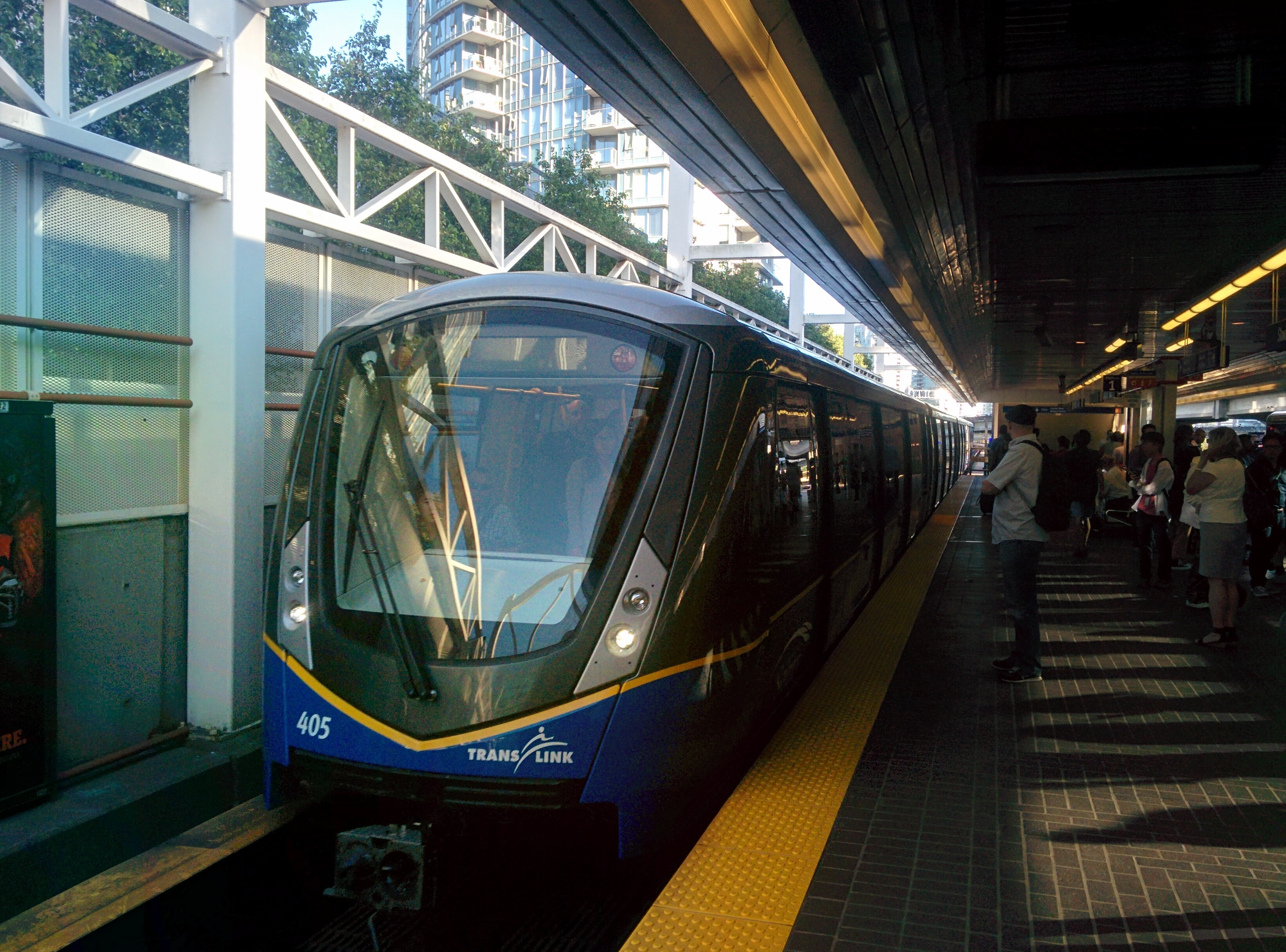
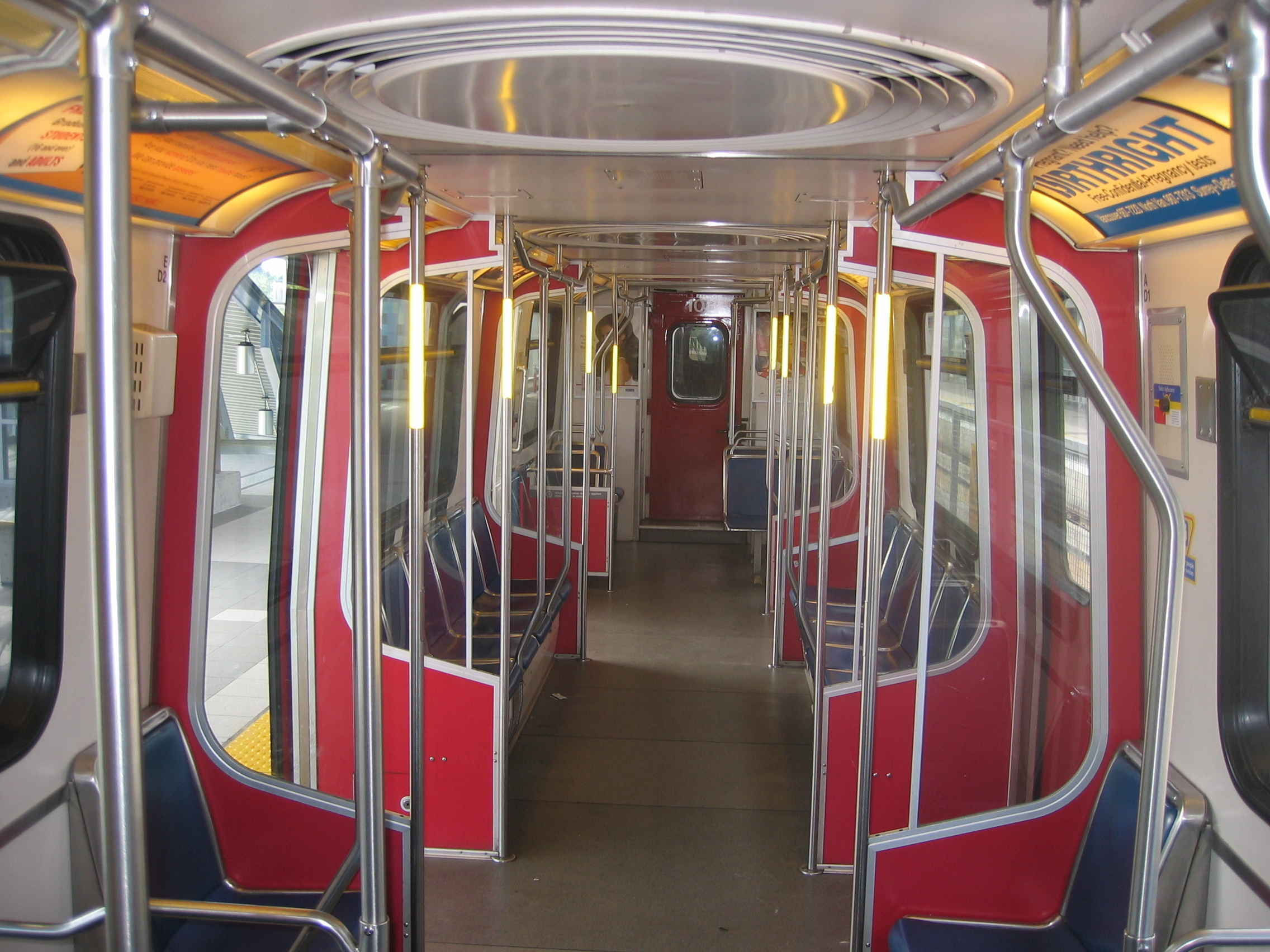
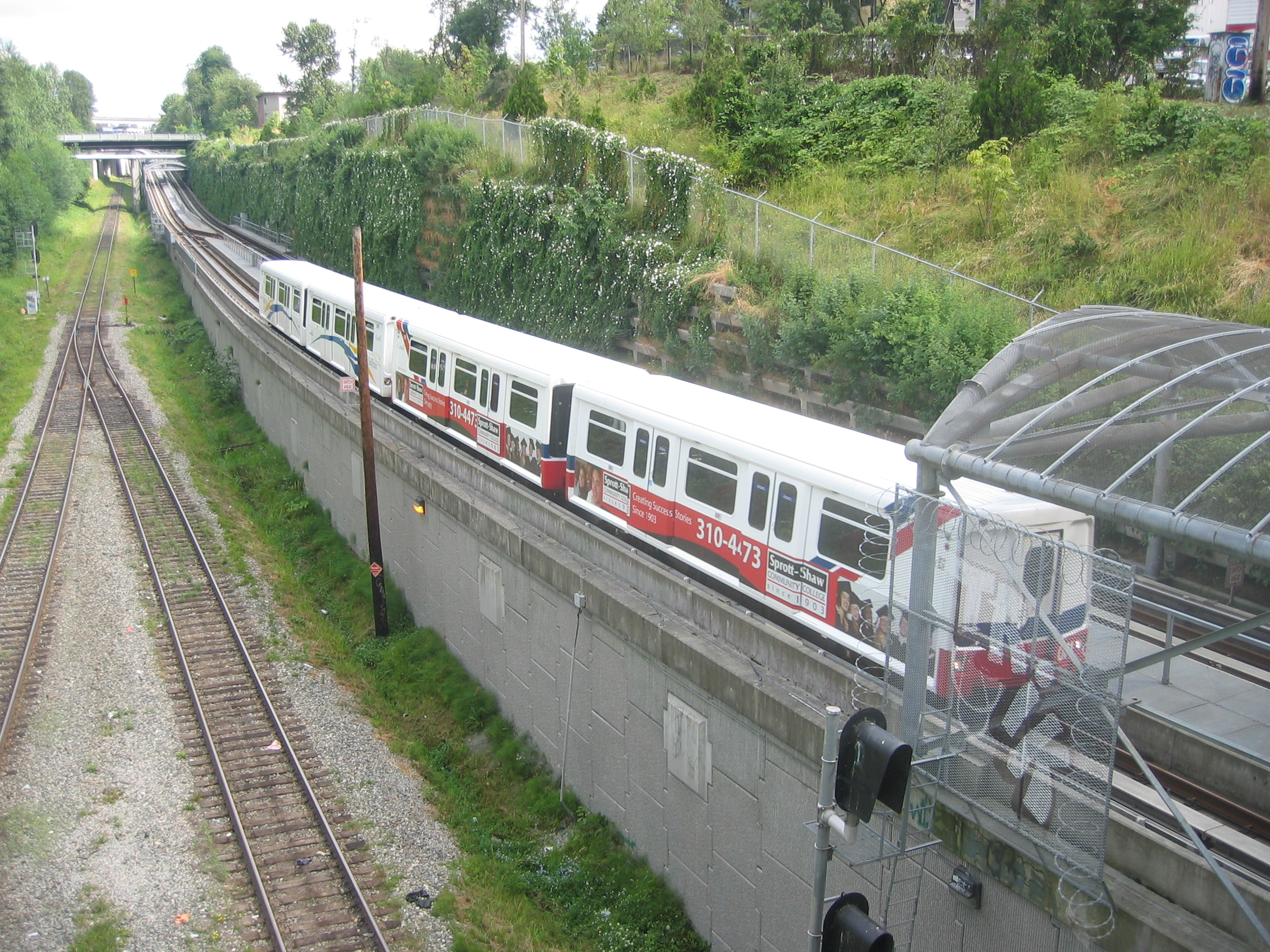
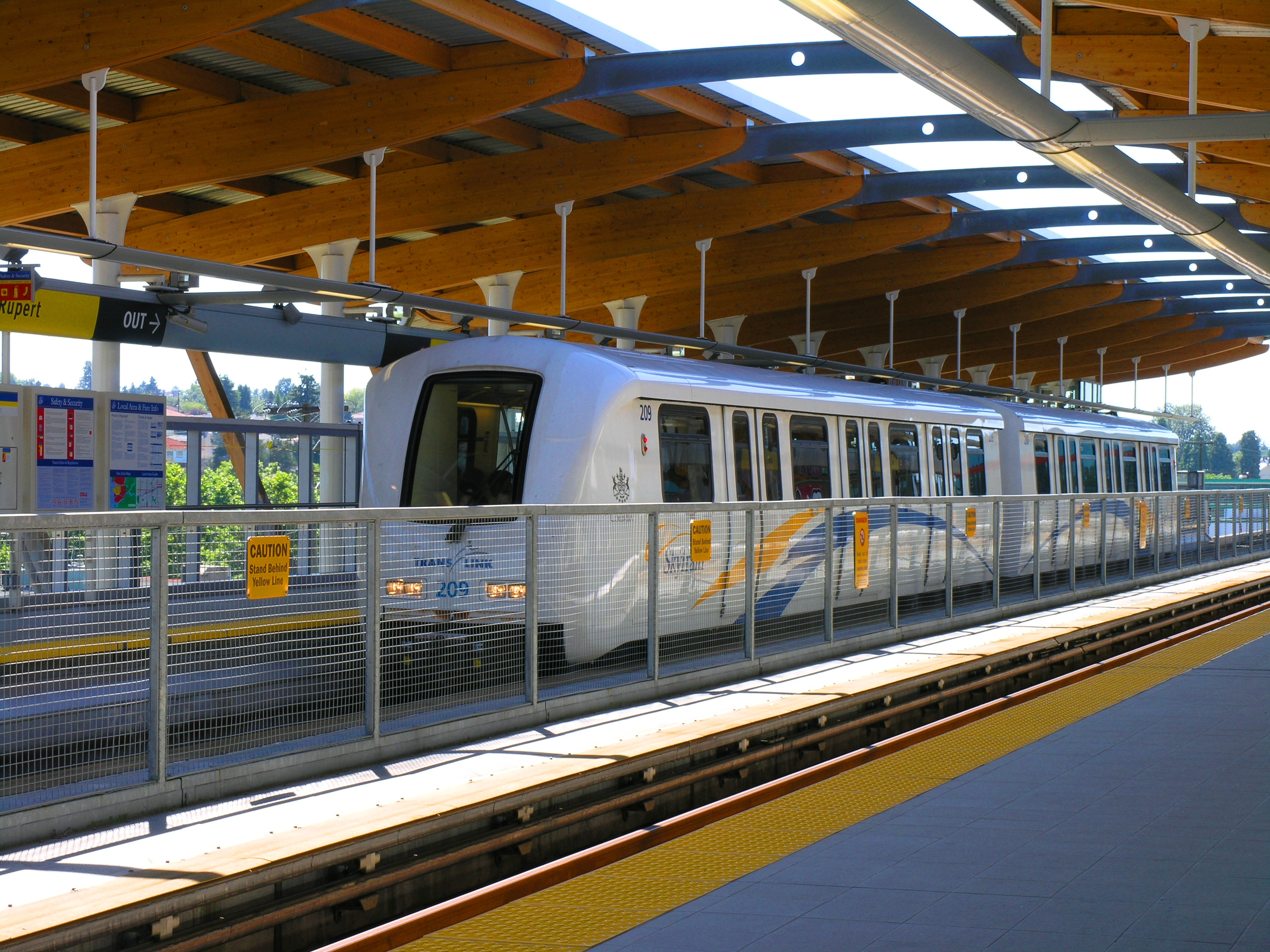
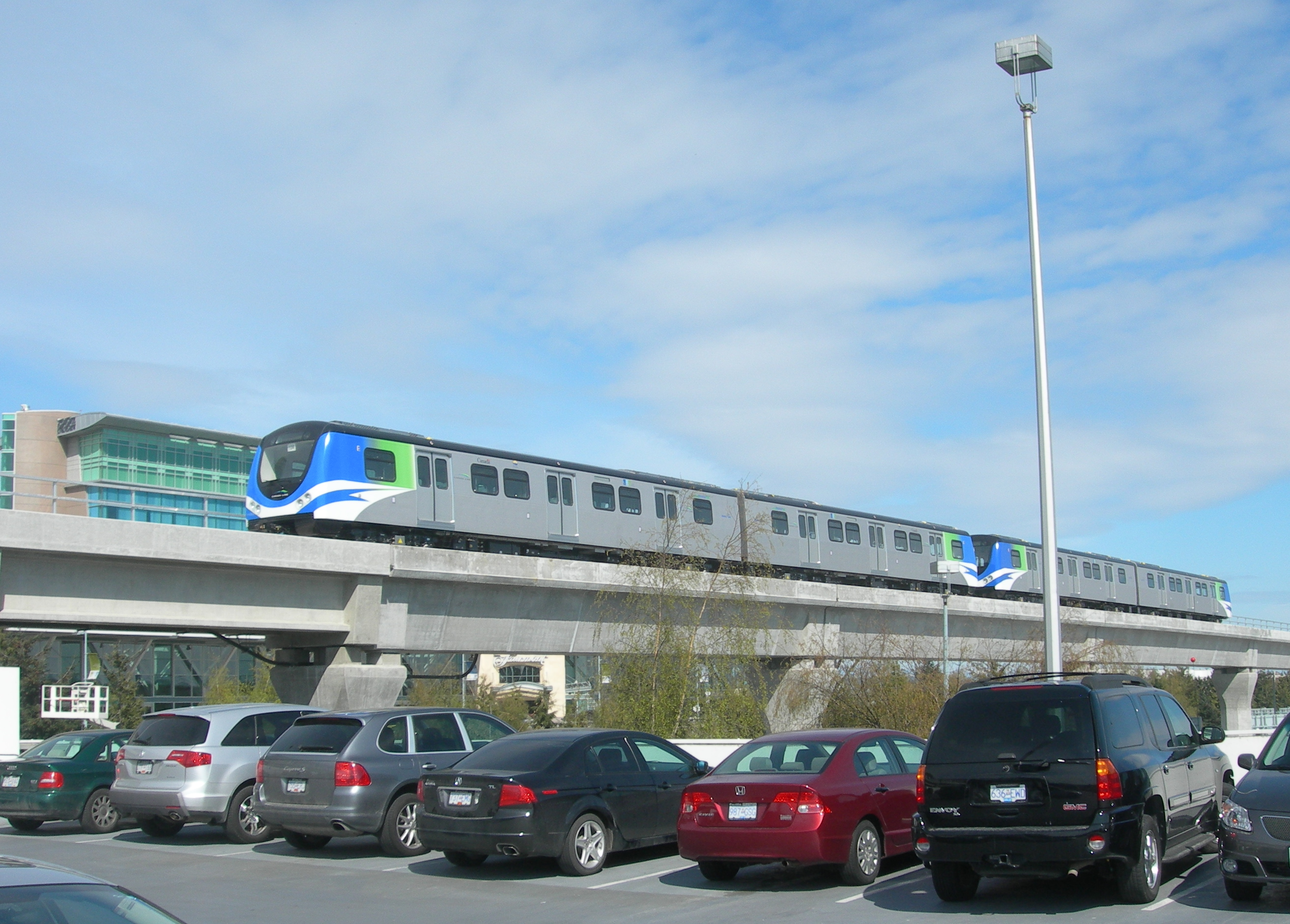
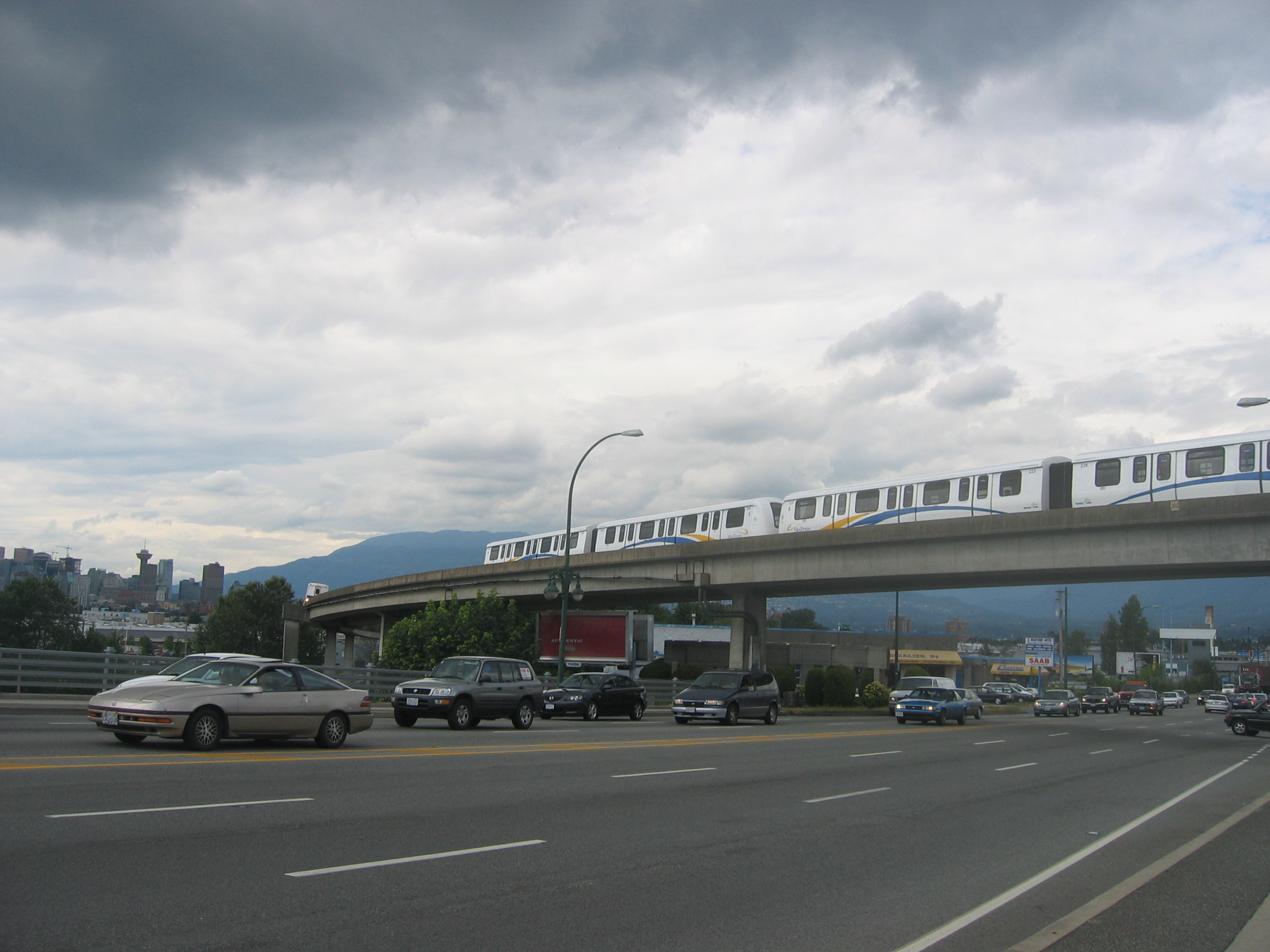
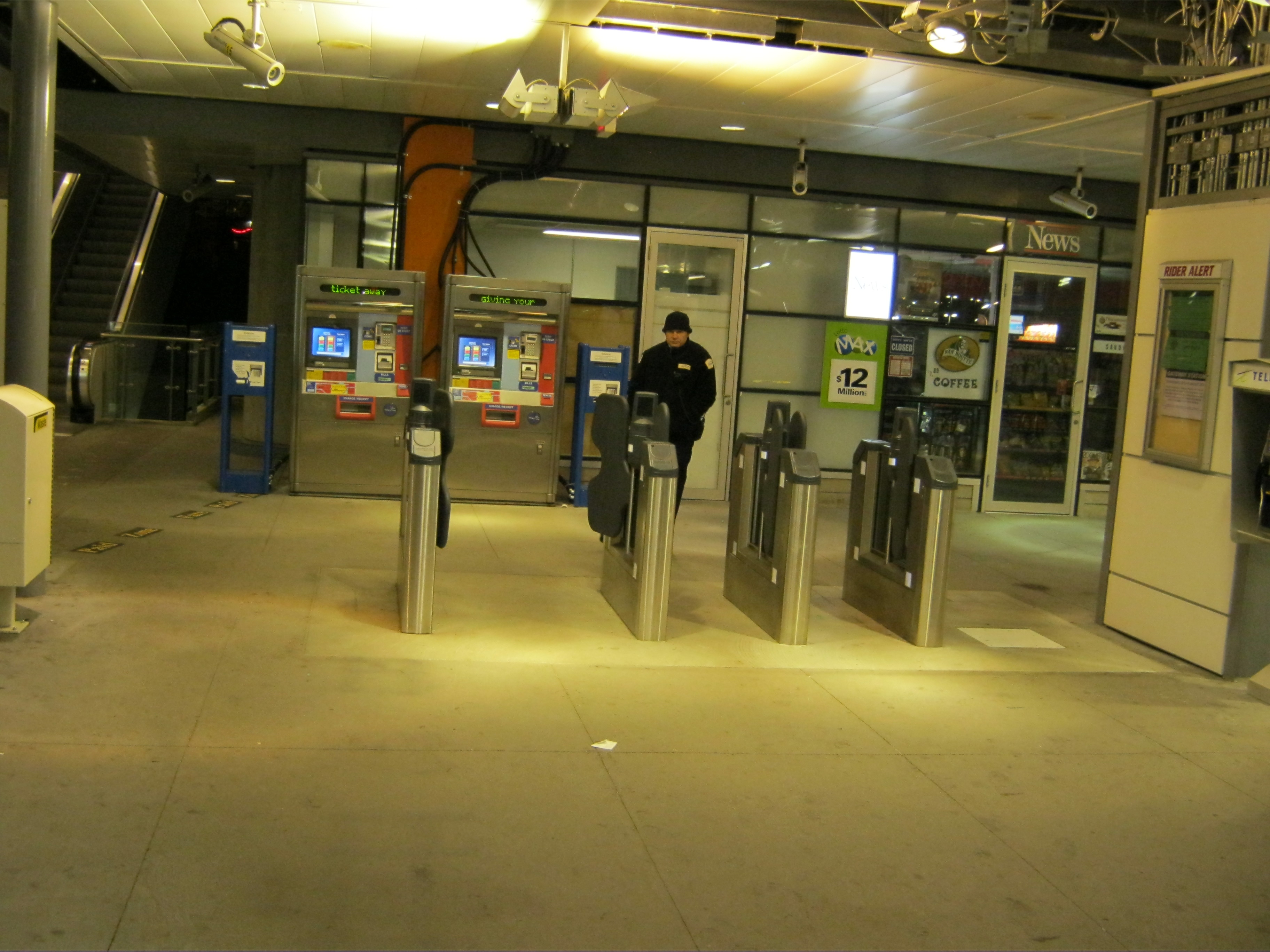